# Skurbutėnai
Skurbutėnai is een dorp in het zuiden van Litouwen ongeveer 30 kilometer ten zuidwesten van de hoofdstad Vilnius. Het dorp ligt in een omgeving van het Ropėjos (productie)bos.

## Geschiedenis

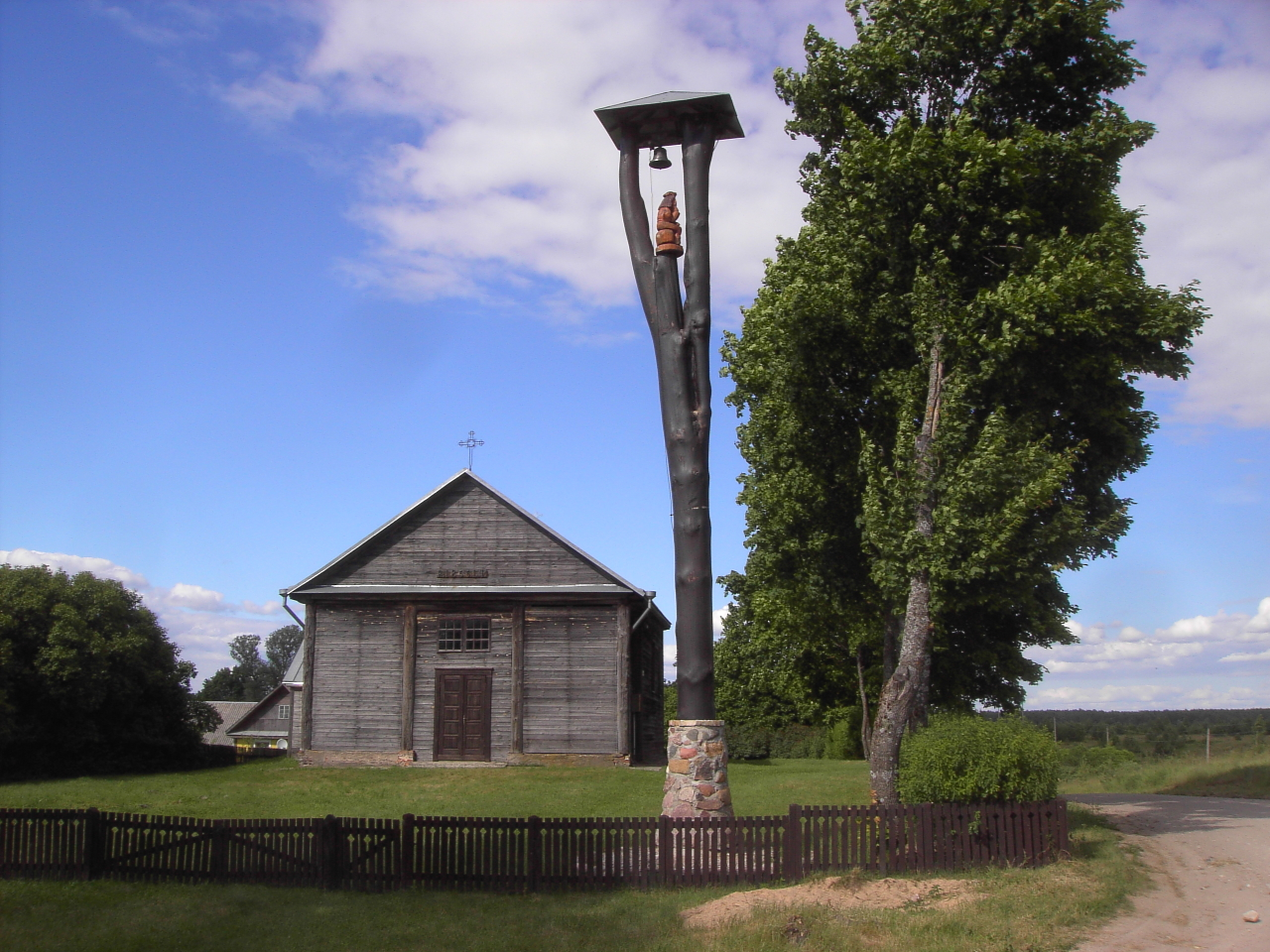
Kapel in het centrum van het dorp

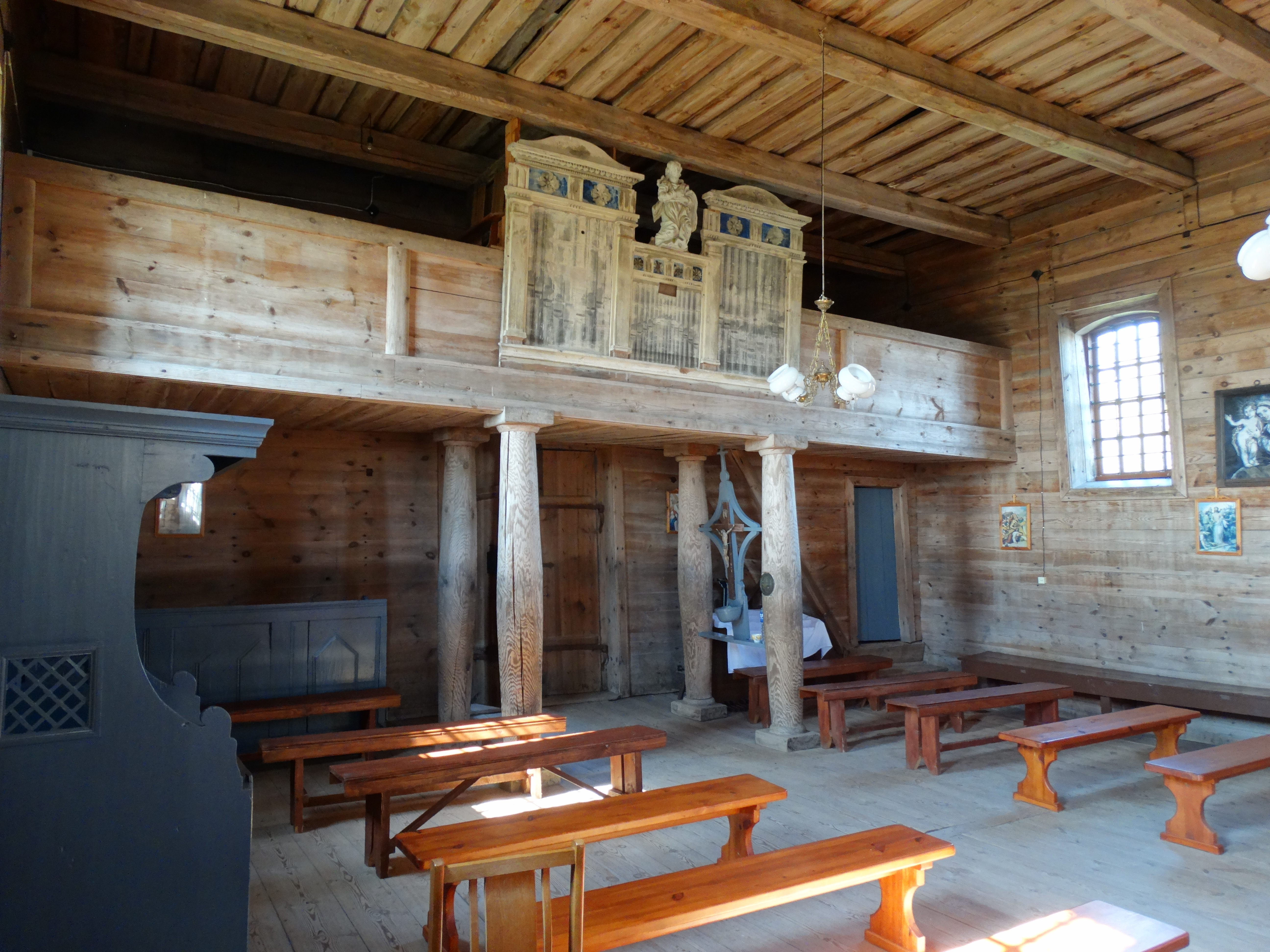
interieur van de kapel, met houten afbeelding van het orgel

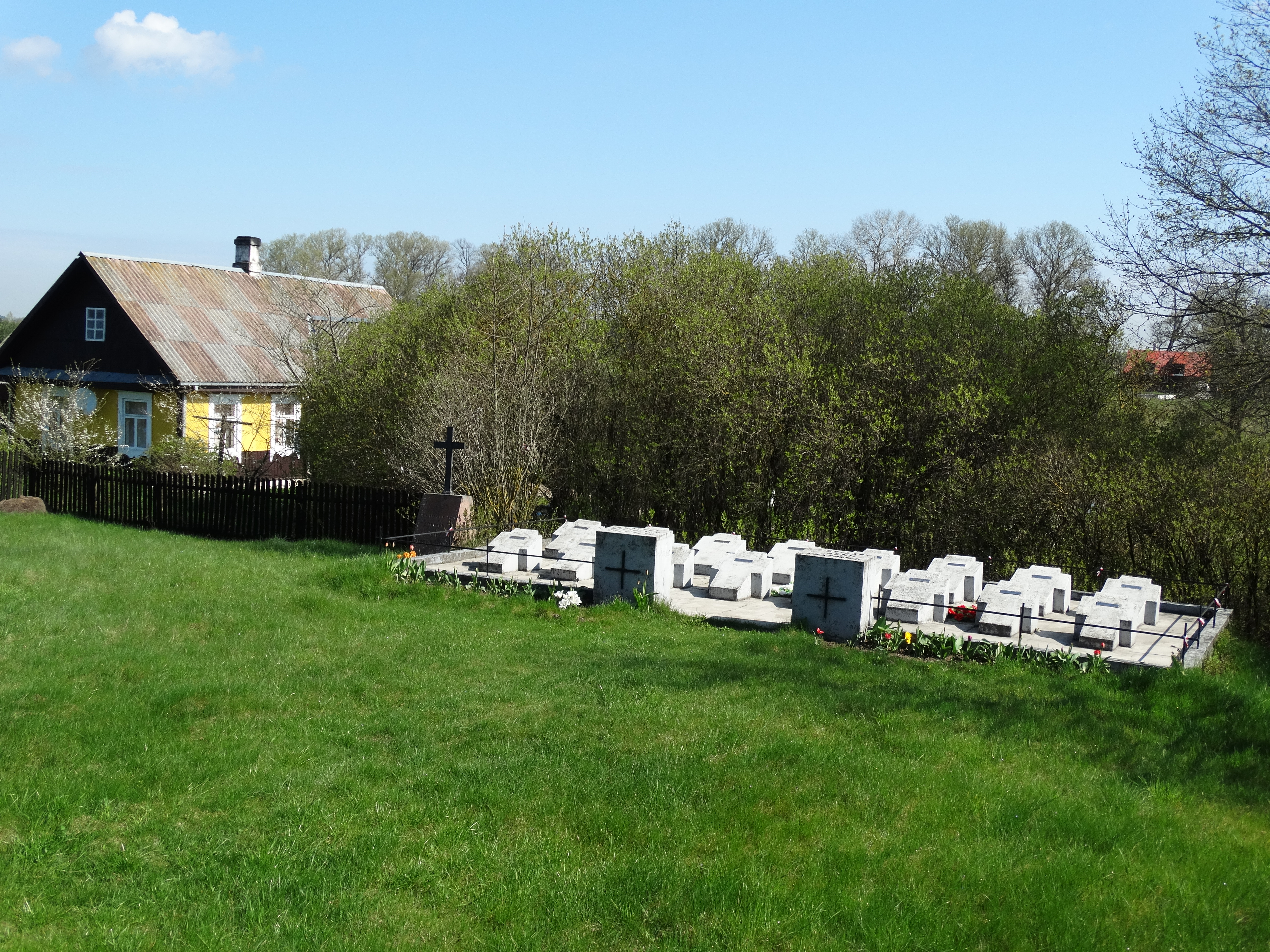
Begraafplaats Poolse soldaten

Tijdens het interbellum maakte Skurbutėnai deel uit van Polen. Er is nog altijd een Poolse gemeenschap in het dorp: Centraal in het dorp staat een rooms-katholieke kapel, met daarachter een goed onderhouden begraafplaats ter ere van Poolse soldaten die gesneuveld zijn tijdens de Tweede Wereldoorlog. Na de Tweede Wereldoorlog maakte het dorp deel uit van de Sovjet-Unie. In die periode zijn uit de kapel het orgel verwijderd en de reeks schilderijen van de Lijdensweg van Christus. Het orgel is vervangen door een houten paneel met daarop een orgel geschilderd.

## Bevolking
In 2011 telde Skurbutėnai 110 inwoners, van wie 59 mannen en 51 vrouwen.
| Inwoners per jaar |        |
| Jaar              | Aantal |
| 1970              | 198    |
| 1987              | 192    |
| 2001              | 102    |
| 2011              | 110    |